# Kan Tai-keung
(Kan Tai-keung)
Kan Tai-keung (靳埭强S; Canton, 1942) è un artista, grafico, designer e calligrafo cinese.
Si è distinto negli ultimi 50 anni per aver introdotto, grazie al suo lavoro, la Cina nel panorama del design moderno internazionale, ricevendo numerosi riconoscimenti.

## Biografia
Kan Tai-keung nasce a Panyu nel 1942. Nel 1957 si trasferisce ad Hong Kong.
Figlio di un sarto lavora nel negozio del padre dai 15 ai 25 anni, viene però incoraggiato dal nonno, scultore, nel perseguire una carriera artistica. Dal 1967 studia graphic design e pittura cinese ad inchiostro presso la scuola dell’Università di Cina, tra i suoi insegnanti Wucius Wong (fondatore del New Ink Movement). Pur ottenendo i massimi voti non può conseguire il diploma perché non possiede un certificato di scuola superiore. Nel 1968 apre il proprio studio e l’anno seguente ottiene il suo primo incarico ufficiale per la creazione dei francobolli in ricorrenza dell’anno del maiale. Nel 1979 fu il primo designer a far parte degli “Hong Kong Ten Outstanding Young Persons” (menzione di merito per i giovani professionisti di Hong Kong). A partire dagli anni ’70 è fortemente impegnato nell’istruzione della nuova generazione di designers, insegna dapprima al Politecnico di Hong Kong, in seguito, nel 1980 fonda la “Ching Ying Design School” per sopperire alla carenza di posti disponibili per gli studenti di design.
Attualmente è il consigliere onorario dell’Art Museum of Hong Kong, vice presidente della Hong Kong Artists Association; è inoltre professore onorario presso l’Istituzione di Ceramica di Jingdezhen (dell’Università Normale di Guangxi) e professore ospite dell’Istituto centrale di Belle Arti a Beijing.

## Contesto
Il recente accesso della Cina al WTO, ha aperto al design enormi possibilità; riconosciuto il suo ruolo importante nello sviluppo industriale ed economico, quella del designer è già tra le professioni più pagate nel Paese. Migliaia di studenti fanno ritorno in patria dopo aver frequentato università all’estero vedendo nella rapida crescita del Paese grandi opportunità.
A guidare le nuove generazioni di designer Cinesi sono i maestri di Hong Kong, la storia del design in questa regione è separata rispetto a quella del resto del Paese, ed esiste in pratica, da una generazione in più, quella guidata da Henry Steiner e Wucius Wong, e successivamente Kan Tai-keung.
In un momento storico caratterizzato da fiorenti opportunità commerciali, alimentato da una nuova apertura del mercato e dall’avvento dell’era dell’informazione, egli si pone come pioniere della professione e come modello per la generazione emergente di designer; offrendo una nuova prospettiva all’interno di esposizioni e mostre internazionali.

## Stile
Il design di Kan è spesso descritto come incontro della cultura orientale con quella occidentale, entrambe espresse in modo sintetico ed essenziale. Il cambiamento di status di Hong Kong, nel 1984, da colonia britannica a regione amministrativa speciale porta le imprese locali e internazionali a scegliere il lavoro di designer Hongkonghesi per lanciare o modificare prodotti rivolti alla Cina. Kan si inserisce in questo contesto impegnandosi a trovare un punto di incontro tra l’immagine del prodotto orientale e di quello occidentale. Esempio è l’adattamento del packaging realizzato da Kan per M&M’s nel 1993, in cui venne esclusivamente sostituita la confezione di plastica con delle scatole in latta, rendendo così i cioccolatini americani più accettabili al pubblico cinese come regalo, essendo assimilabili ad altri articoli simili già esistenti. Al contrario interviene per l’azienda locale “Lawman jeans” nel design di logo, toppa ed etichetta, inserendo scritte solo in inglese, a richiamare gli Stati Uniti in quanto migliori produttori di jeans. Affiancando la produzione artistica al lavoro di designer Kan afferma di considerare arte e design come complementari. A partire dai suoi primissimi lavori, caratterizzati dal gusto occidentale per la pop art e l’arte psichedelica, nei lavori più recenti Kan incorpora sempre più tecniche ed elementi della tradizione artistica cinese esemplificando il processo di sinizzazione che ha coinvolto altri artisti e designer cinesi negli ultimi decenni, in particolare impiega la tecnica della pittura “Shui mo” (ad inchiostro) nella realizzazione dei propri progetti dando origine ad uno stile unico e inconfondibile, particolarmente riconoscibile all’interno dei suoi numerosi poster.

## I poster
Nei suoi poster Kan Tai-keung integra la tecnica “Shui mo” con elementi tipici dello stile occidentale. 
I suoi poster, in cui l’unione tra design e arte è particolarmente riconoscibile, sono accomunati dalla pennellata ad inchiostro, la preferenza per il colore nero (considerato il più ricco ed espressivo nella cultura cinese perché contenente tutti gli altri colori) il rosso e lo sfondo bianco predominante, che dà vita ad uno spazio vuoto all’interno del quale gli oggetti e i segni grafici fluttuano.
Kan utilizza ed elabora in modo creativo i caratteri cinesi per il suo design, tracciandoli con strumenti tradizionali: ad esempio nella serie di poster del '95 "Montagna, acqua, vento e nube", realizzata con pietra da inchiostro e pennello da scrittura, la forma astratta di ogni carattere rappresenta figurativamente un elemento.
Un’altra caratteristica è la predominanza dell’immagine sul testo informativo, quest’ultimo non si presenta in caratteri calligrafici tradizionali, ma moderni, enfatizzando così la pennellata come figura ritmica e il contrasto tra manuale e digitale. Infine Kan introduce nei propri poster manufatti della tradizione, fotografati con grande precisione ed astratti dal proprio contesto, inseriti in uno spazio indefinito, un esempio è la serie di poster ideata per i giochi olimpici di Pechino del 2008, in cui la pennellata ad inchiostro, unita all'immagine di un righello cinese danno vita a forme umane in movimento.
L’artista non fa mai riferimento al passato politico di Hong Kong, ne richiama forse la natura sfuggente attraverso lo spazio indefinito e la fluidità dell’inchiostro ma non propone alcuna immagine concreta di modernità o di tradizione locale, richiama invece, astraendola, la tradizione cinese millenaria, trascendendo anche le distinzioni etniche interne. Il designer giapponese Kohei Sugiura rimanda i poster di Kan ad un livello metafisico e spirituale: ‘’Nel lavoro di Kan, queste forme ridotte e primordiali, sottendono l’invisibile spirito della natura. Si trasformano in creature viventi, pronte a scattare. I colori e i simboli nel lavoro di Kan emergono chiaramente da Confucianesimo, Taoismo e Buddhismo”.

## Logo della Banca di Cina

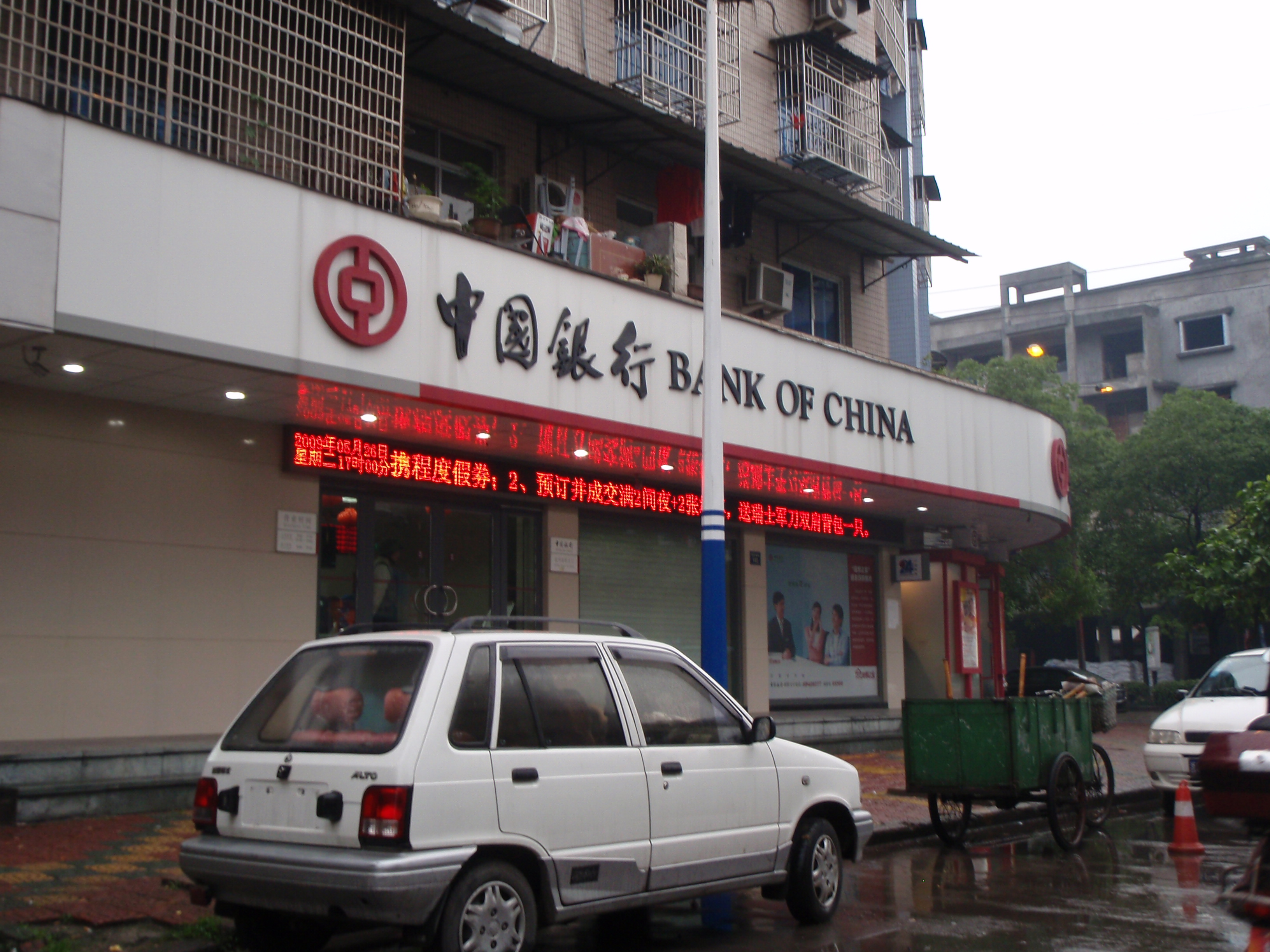
Logo della Banca di Cina

Tra i lavori più riconosciuti di Kan Tai-keung si colloca il progetto del nuovo logo per la Banca di Cina. Nel 1981 la Banca di Cina commissiona a Kan la creazione di un marchio che fosse in linea con gli attuali standard internazionali, pur rimanendo legato alla tradizione cinese, e che inoltre segnasse un distacco rispetto al proprio passato Maoista. Il marchio composto da un semplice cerchio rosso con al centro un quadrato, riprende esplicitamente il design dell’antica moneta cinese, aderendo comunque al gusto moderno orientato verso uno stile astratto e minimale. Le linee al di sopra e al di sotto del quadrato suggeriscono il carattere cinese “zhong”, abbreviazione del carattere Zhong Guo (Cina). La mancanza di ogni riferimento politico al regime comunista, sostituito da un legame con la cultura cinese tradizionale, rende il marchio più sicuro agli occhi de mercato globale. Nel 1992 Kan include nel logo della banca la resa in caratteri tradizionali cinesi di Zhong guo Yinhang (Banca di Cina) con la versione in inglese ripetuta sotto. Per enfatizzare la tradizione cinese, sceglie di non usare caratteri cinesi ufficiali semplificati, ma i caratteri tradizionali usati ad Hong Kong e Taiwan.